# Dennis Chambers
Dennis Milton Chambers (født 9. maj 1959 i Baltimore , USA ) er en amerikansk trommeslager. Han har spillet med John Scofield, John Mclaughlin og Carlos Santana. Han er mest kendt som fusionstrommeslager, men spiller i alle genrer. Chambers besidder en højt udviklet teknik, og har et mesterligt groove.

## Udvalgt diskografi
- John Scofield – Blue Matter (1986)
- John Scofield – Pick Hits – live (1987)
- John Scofield – Loud Jazz (1988)
- Dennis Chambers - Big City (1987)
- The Brecker Brothers – Return of the Brecker Brothers (1992)
- The Brecker Brothers – Live in New York (1992)
- Steve Khan – Headline (1992)
- Steve Khan – Crossings (1994)
- Steve Khan – The Suitcase – Live (1994)
- Steve Khan - Subtext (2014)
- Dennis Chambers (1992)
- Dennis Chambers – Outbreak (2002)
- Dennis Chambers – Planet Earth (2005)
- Dennis chambers - Groove and Moore (2014)
- John Mclaughlin – trio Live in Tokyo ( 1993)
- John Mclaughlin – The Promise (1996)
- John Mclaughlin – The Heart of Things (1997)
- John Mclaughlin – Live In Paris (2000)
- Bob Berg & Mike Stern – Games (1996)
- FrontPage (2000)

## DVD
- Dennis Chambers - In the Pocket - Instruktions DVD vol. 1
- Dennis Chambers - Serious Moves - Instruktions DVD vol. 2

## Eksterne kilder og henvisninger
- Website Arkiveret 28. juni 2011 hos  Wayback Machine
- Om Dennis Chambers på drummerworld.com